# Lake Lafayette (Misuri)
Lake Lafayette es una ciudad ubicada en el condado de Lafayette en el estado estadounidense de Misuri. En el Censo de 2010 tenía una población de 327 habitantes y una densidad poblacional de 165,91 personas por km².

## Geografía
Lake Lafayette se encuentra ubicada en las coordenadas 38°56′56″N 93°58′7″O / 38.94889, -93.96861. Según la Oficina del Censo de los Estados Unidos, Lake Lafayette tiene una superficie total de 1.97 km², de la cual 1.66 km² corresponden a tierra firme y (15.77%) 0.31 km² es agua.

## Demografía
Según el censo de 2010, había 327 personas residiendo en Lake Lafayette. La densidad de población era de 165,91 hab./km². De los 327 habitantes, Lake Lafayette estaba compuesto por el 95.11% blancos, el 2.45% eran afroamericanos, el 0.61% eran amerindios, el 0% eran asiáticos, el 0% eran isleños del Pacífico, el 0% eran de otras razas y el 1.83% pertenecían a dos o más razas. Del total de la población el 0.61% eran hispanos o latinos de cualquier raza.